# Tom Louderback
Thomas Franklin Louderback, Jr. (* 5. März 1933 in Petaluma, Kalifornien; † 8. Dezember 2020) war ein US-amerikanischer American-Football- und Canadian-Football-Spieler. Er spielte unter anderem als Linebacker bei den Philadelphia Eagles, den Oakland Raiders und den Buffalo Bills.

## Spielerlaufbahn

### Collegekarriere
Tom Louderback studierte an der San José State University und spielte dort für die San Jose State Spartans Football. In seiner Collegemannschaft kam er auf verschiedenen Positionen zum Einsatz. Im Jahr 1955 spielte er als Collegespieler unter Head Coach Curly Lambeau im College-All-Star-Game gegen die Cleveland Browns. Die Collegespieler gewannen das Spiel mit 30:27.

### Profikarriere
Im Jahr 1955 wurde Tom Louderback durch die Washington Redskins in der zehnten Runde an 111. Stelle gedraftet. Zu Beginn der Saison zog er sich bei den Redskins eine schwere Verletzung zu und wurde daraufhin von dem Team entlassen. Louderback wechselte daraufhin nach Kanada und lief im Jahr 1956 für die Hamilton Tiger-Cats auf, die in der Canadian Football League (CFL) spielten. Nach einem Spieljahr verließ er die Mannschaft und diente zwei Jahre in der United States Navy. Louderback kehrte 1958 zum Footballsport zurück und schloss sich den Philadelphia Eagles aus der National Football League (NFL) an. Buck Shaw, der Trainer der Eagles, setzte ihn überwiegend als Linebacker ein. Mit der Absicht, nach Kalifornien zurückzukehren, kündigte er nach der Saison 1959 in Philadelphia und schloss sich den Oakland Raiders an, die in der neugegründeten American Football League (AFL) angesiedelt waren. Bei den Raiders fungierte er als Mannschaftskapitän. Die Mannschaft aus Oakland wollte nach der Saison 1961 die Bezüge von Louderback kürzen, womit dieser nicht einverstanden war. Er wurde daraufhin entlassen und erhielt ein Vertragsangebot von den Buffalo Bills. Aufgrund einer Schulterverletzung musste er im Laufe der Saison 1962 seine Karriere bei den Bills beenden.

## Nach der Laufbahn
Tom Louderback gründete in Richmond, Kalifornien, eine Getränkefirma. Die Firma hat mittlerweile ca. 200 Angestellte.